# Escola Secundária Dr. Ginestal Machado
A Escola Secundária Dr. Ginestal Machado é uma escola de ensino secundário portuguesa, sediada em Santarém. Apresenta-se atualmente como integrante e sede do Agrupamento de Escolas Dr. Ginestal Machado, cujo agrupamento consiste na direção de 4 escolas, desde o ensino primário ao ensino secundário.

## Criação
Criada pelo Decreto n.º 40725, de 8 de agosto de 1956, com a denominação de Escola Industrial e Comercial de Santarém, a escola nasce no quadro do desenvolvimento da rede do ensino técnico e profissional em Portugal no final dos anos 50 do século XX, promovida pelo Ministro da Educação Nacional Leite Pinto, procurando dar resposta às necessidades de formação profissional do País.
Já em 1935 a Associação Comercial de Santarém tinha procurado, junto do Ministro da Instrução Pública, embora sem sucesso, alcançar a criação de uma escola profissional na cidade. Argumentava então que « Em Santarém e arrabaldes, a preparação profissional dos indivíduos de ambos os sexos que se destinem a carreiras de indústria ou de comércio, em aulas teóricas, práticas e experimentais, em oficinas e escritórios, tendo na devida atenção as conveniências pedagógicas, aptidões físicas e psíquicas, traria um efeito definitivamente salutar à mocidade ribatejana.»
Em 1956, a Escola vem dar resposta a um núcleo populacional superior a 60 000 habitantes, em que a maioria trabalha na agricultura (cerca de 16 000 no concelho de Santarém), sector para a formação no qual já se encontrava em funcionamento uma escola profissional em Santarém. Pelas restantes áreas de actividade profissional distribuiam-se, então, cerca de 11 500 habitantes, dos quais cerca de 2900 nas indústrias transformadoras e 6200 no comércio e serviços.

## As instalações
A Escola iniciou a sua actividade em 1957, no antigo edifício dos Paços do Concelho, na praça Visconde Serra do Pilar (sede) com a presença do Ministro Leite Pinto. As aulas distribuíam-se ainda por outros edifícios da cidade.
Em 1969 a Escola instala-se no seu actual edifício, cuja construção tinha sido iniciada em maio de 1967.

## Os cursos
A Escola iniciou a sua actividade com o ciclo preparatório (5.º e 6.º anos de escolaridade) e com os cursos de formação de serralheiro, de formação feminina e geral de comércio
A escola ensina actualmente alunos do 7.º ano ao 12.º ano de escolaridade, ministrando, no ensino secundário, ensino nas áreas de Humanidades, Artes, Informática, Economia e Ciências.

## A denominação
Em 1979, a Escola passa a denominar-se Escola Secundária de Marvila.
Em 1987 adoptou como patrono António Ginestal Machado, deputado, Ministro da Instrução Pública e Presidente do Conselho de Ministros durante a Primeira República Portuguesa..

## O dia da Escola
A Escola comemora o seu dia na data da sua entrada em funcionamento em 1957: o dia 15 de março